# Stiphropus dentifrons
Stiphropus dentifrons es una especie de araña del género Stiphropus, familia Thomisidae.

## Distribución
Se distribuye por África: Gabón, Congo y Guinea Ecuatorial.

## Taxonomía
Fue descrita por Simon en 1895.
Tratamiento taxonómico
La especie aparece registrada y publicada en Descriptions d’arachnides nouveaux de la famille des Thomisidae. Annales de la Société Entomologique de Belgique 39: 432–443.